# Tournoi de Wimbledon 1908
 (avril 2023).
Si vous disposez d'ouvrages ou d'articles de référence ou si vous connaissez des sites web de qualité traitant du thème abordé ici, merci de compléter l'article en donnant les références utiles à sa vérifiabilité et en les liant à la section « Notes et références ».

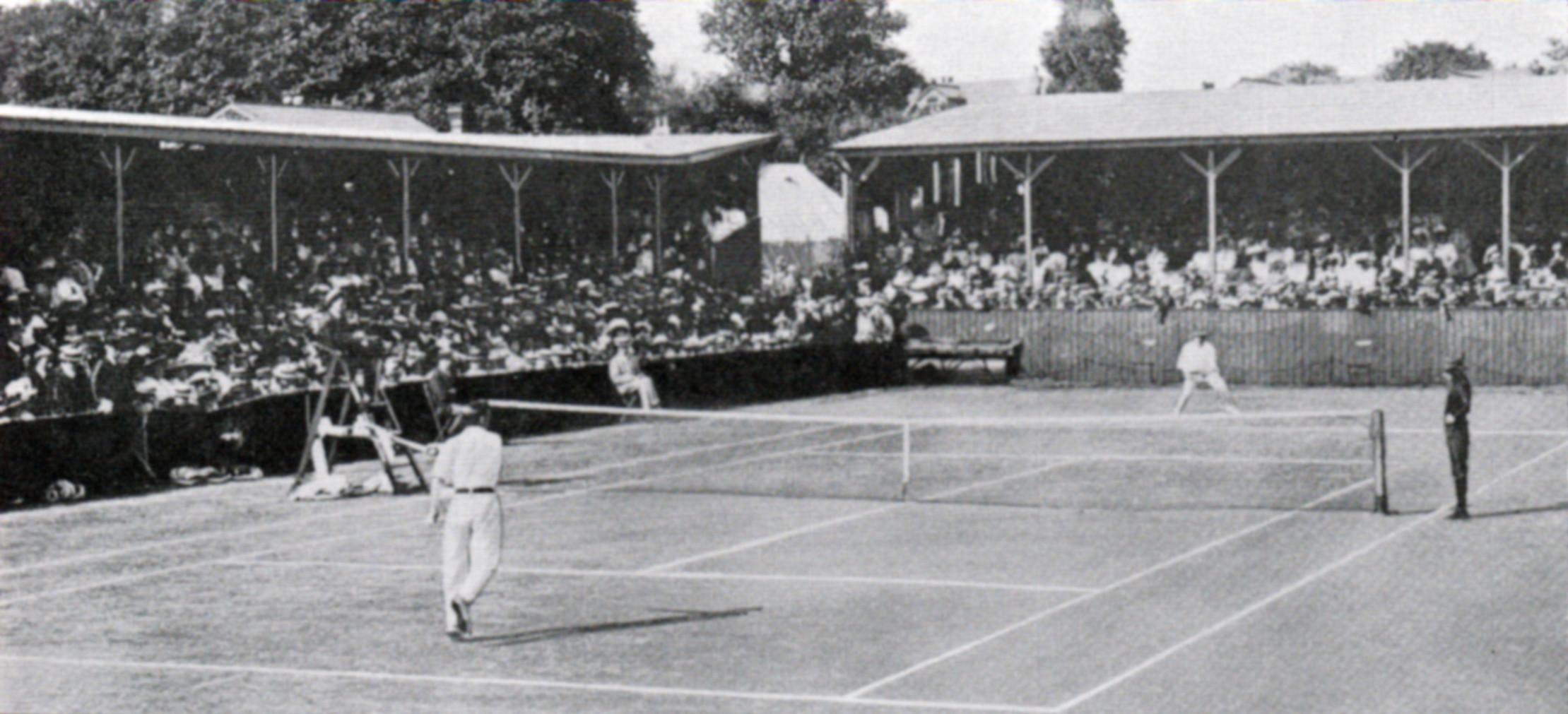
Wimbledon : finale simple messieurs 1908, Arthur Gore rencontre Herbert Roper Barret

Résultats du Tournoi de Wimbledon 1908.

## Simple messieurs
Finale : Arthur Gore (Royaume-Uni) bat Herbert Barrett (Royaume-Uni) 6-3, 6-2, 4-6, 3-6, 6-4

## Simple dames
Finale : Charlotte Cooper Sterry (Royaume-Uni) bat Agnes Morton (Royaume-Uni)  6-4, 6-4